# Monteverdia harrisii
Monteverdia harrisii es una especie de planta de flores perteneciente a la familia Celastraceae. Es endémica de Jamaica. Está considerada en peligro de extinción por pérdida de hábitat. 

## Hábitat
Es un pequeño árbol montano. Es conocido solo por el espécimen tipo, recolectado en Saint Ann's Bay.

## Taxonomía
La especie fue descrita como Maytenus harrisii por Carl Wilhelm Leopold Krug & Ignatz Urban y publicada en Notizbl. Königl. Bot. Gart. Berlin 1: 78 en 1895.
En una revisión taxonómica en 2017 a partir de estudios filogenéticos, 123 especies anteriormente clasificadas dentro del género Maytenus pasaron a Monteverdia, entre ellas Maytenus harrisii, por lo que Monteverdia harrisii fue descrita como tal por primera vez por el botánico brasileño Leonardo Biral et al. y publicada en Systematic Botany 42 (4): 688 en 2017.

#### Basónimo
- Maytenus harrisii BKrug. & Urb., 1895

Etimología
Maytenus: nombre genérico de  maiten, mayten o mayton, un nombre mapuche para la especie tipo Maytenus boaria.
harrisii: epíteto  otorgado en honor del botánico William Harris.